# Sataoa Laumea
Sataoa Laumea (13 gennaio 2001) è un giocatore di football americano statunitense che milita nel ruolo di guardia per i Seattle Seahawks della National Football League (NFL).

## Carriera universitaria
Nella prima stagione a Utah nel 2019, Laumea disputò una sola partita. L'anno successivo, nella stagione accorciata per il COVID-19, giocò tutte le cinque partite come titolare, venendo inserito nella seconda formazione ideale della Pac-12 Conference. Nel 2021 disputò 13 partite come titolare, venendo nominato menzione onorevole nella formazione ideale della Pac-12. Nel 2022 disputò 14 gare come titolare, 13 delle quali come tackle destro, venendo inserito nella formazione ideale della conference, con la sua squadra che il secondo miglior attacco sulle corse della Pac-12. Nel 2023 fu inserito nella seconda formazione ideale della conference. Chiuse la carriera nel college football con 38 partenze consecutive come titolare e un invito al Senior Bowl.

## Carriera professionistica

### Seattle Seahawks
Laumea fu scelto nel corso del sesto giro (179º assoluto) del Draft NFL 2024 dai Seattle Seahawks. Debuttó come professionista partendo come guardia destra titolare nella gara della settimana 13 contro i New York Jets al posto dell'infortunato Anthony Bradford, battendo la concorrenza dell'altro rookie Christian Haynes. Da quel momento partì come titolare per il resto della stagione, chiusa con sei presenze.